# Krönungskirche (Ergenzingen)

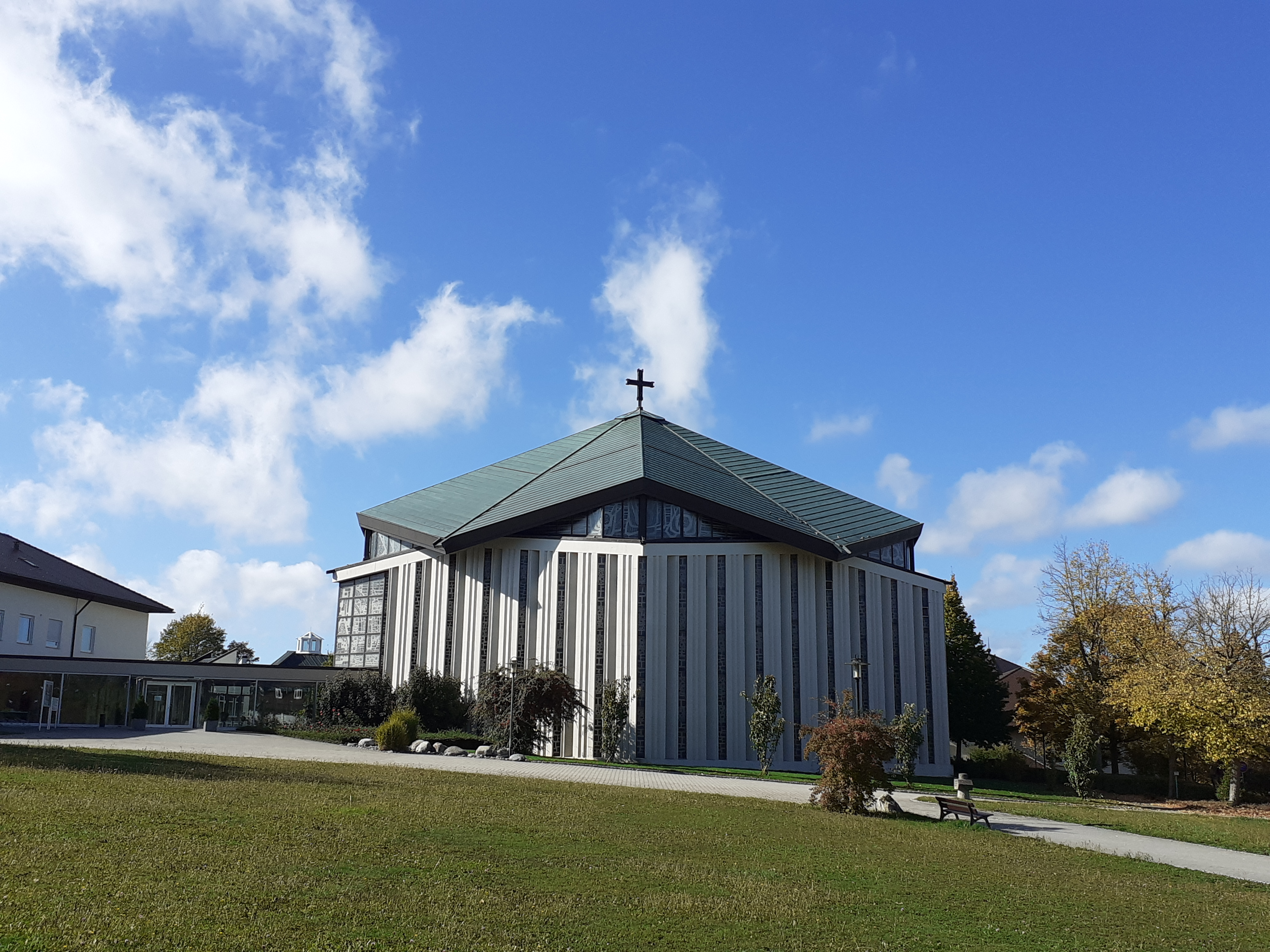
Maria Königin, Liebfrauenhöhe

Die Krönungskirche Maria Königin ist eine Kirche auf der Liebfrauenhöhe in Ergenzingen in der Diözese Rottenburg-Stuttgart. Sie gehört zum Schönstattzentrum Liebfrauenhöhe, dem Sitz des süddeutschen Provinzialats der Schönstätter Marienschwestern.

## Baugeschichte
Auf der Liebfrauenhöhe in Ergenzingen, heute Stadtteil von Rottenburg am Neckar, wurde am 1. Mai 1952 eine kleine Schönstattkapelle geweiht, die sich bald als zu klein erwies, so dass 1953 der Bau einer Kirche neben der Kapelle beschlossen wurde. Wegen der schwierigen Finanzierung konnte der Grundstein erst am 8. Oktober 1961 gelegt werden. Für den Entwurf waren die Architekten Otto Karl Müller und Franz Brümmendorf verantwortlich. Die künstlerische Gestaltung übernahmen die Schwestern M. Sigrid Theimann und M. Roswina Hermes. Die aufwändigen Glasfenster fertigte die Firma Gustav van Treek aus München.
Am 31. Mai 1966 weihte Weihbischof Wilhelm Sedlmeier die Kirche.

## Beschreibung und Ausstattung

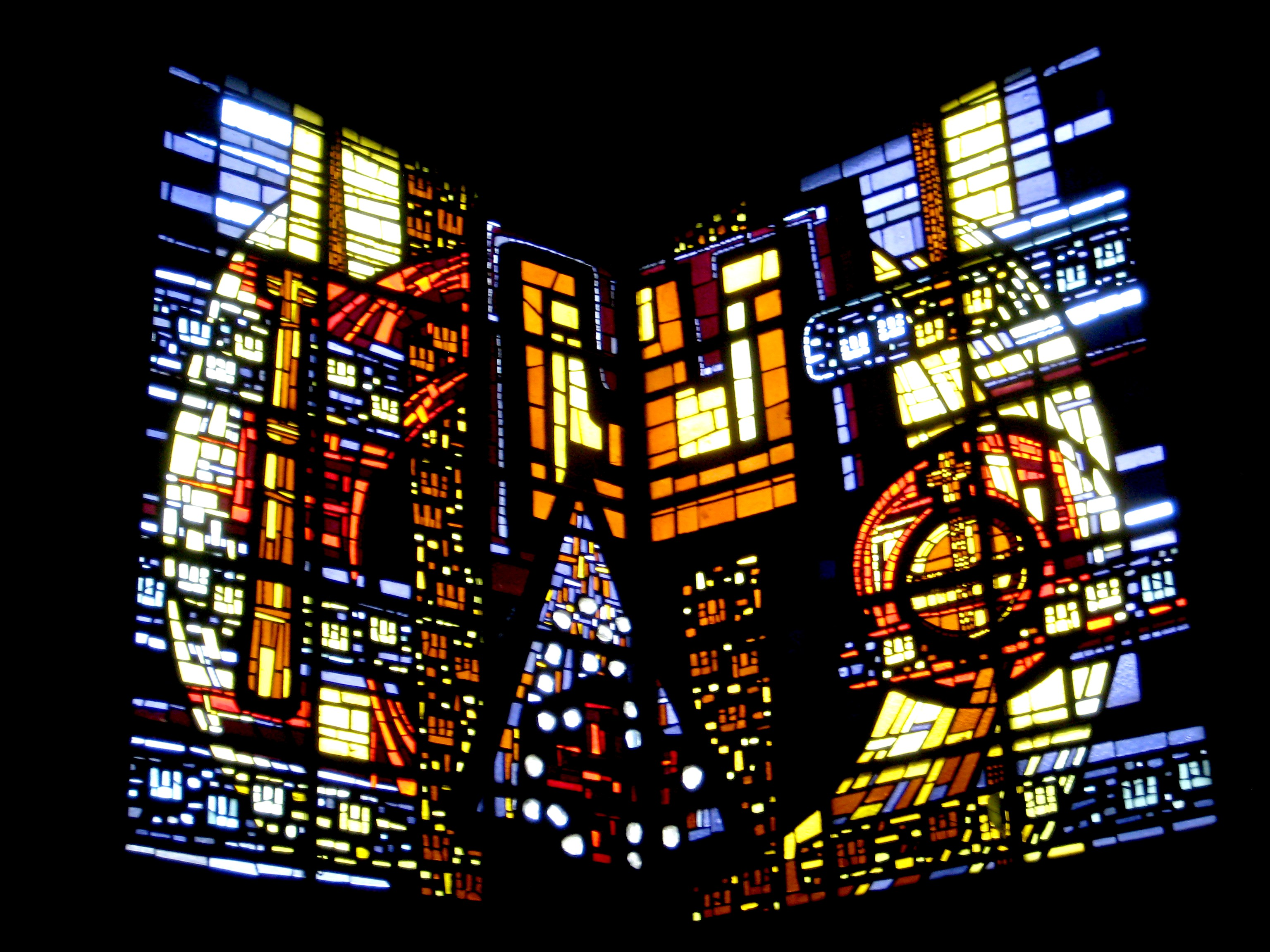
Krönungskirche Maria Königin, Fenster über dem Eingangsportal

Ausgangspunkt für die Architektur der Krönungskirche war die Idee einer Krone Mariens. Die Wände aus grauen Betonsäulen bilden einen fünfeckigen Grundriss. Die Zwischenräume der Säulen wurden durch farbige Glasbetonfenster ausgefüllt. Ein fünffach aufgefaltetes Zeltdach bedeckt den Zentralbau, den ein großes Kreuz überragt. Die Seite gegenüber dem Eingang wurde als große Altarinsel gestaltet. Durch den dunklen Natursteinboden wird der Altar aus grob behauenem weißen Marmor besonders hervorgehoben. Über dem Altar schwebt ein 14 Zentner schweres Siegeskreuz, das an segnende Christusdarstellungen der Romanik gemahnt. Auf der Altarinsel findet sich auch das Gnadenbild der Schönstattbewegung, hier allerdings mit einem aufwändig gestalteten Rahmen, der die Krönungsinsignien zeigt, Krone, Zepter und Reichsapfel. Sie sind jeweils, wie auch das große Altarkreuz, mit Bergkristallen geschmückt.
Durch das gefaltete Dach ergab sich die Möglichkeit eines durchgehenden Fensterbands zwischen den Betonsäulen und dem Dachansatz. Es ist mit blauen Glasbausteinen gestaltet und soll auf das himmlische Jerusalem verweisen. Die zwölf weißen runden Flächen stellen die zwölf Perlentore dar. An der Eingangsseite ist die Säulenreihe zu Gunsten eines großen Fensters aus Glasbausteinen unterbrochen. Darin wird das Thema von Krone und Krönungsinsignien wieder aufgegriffen.

## Orgel

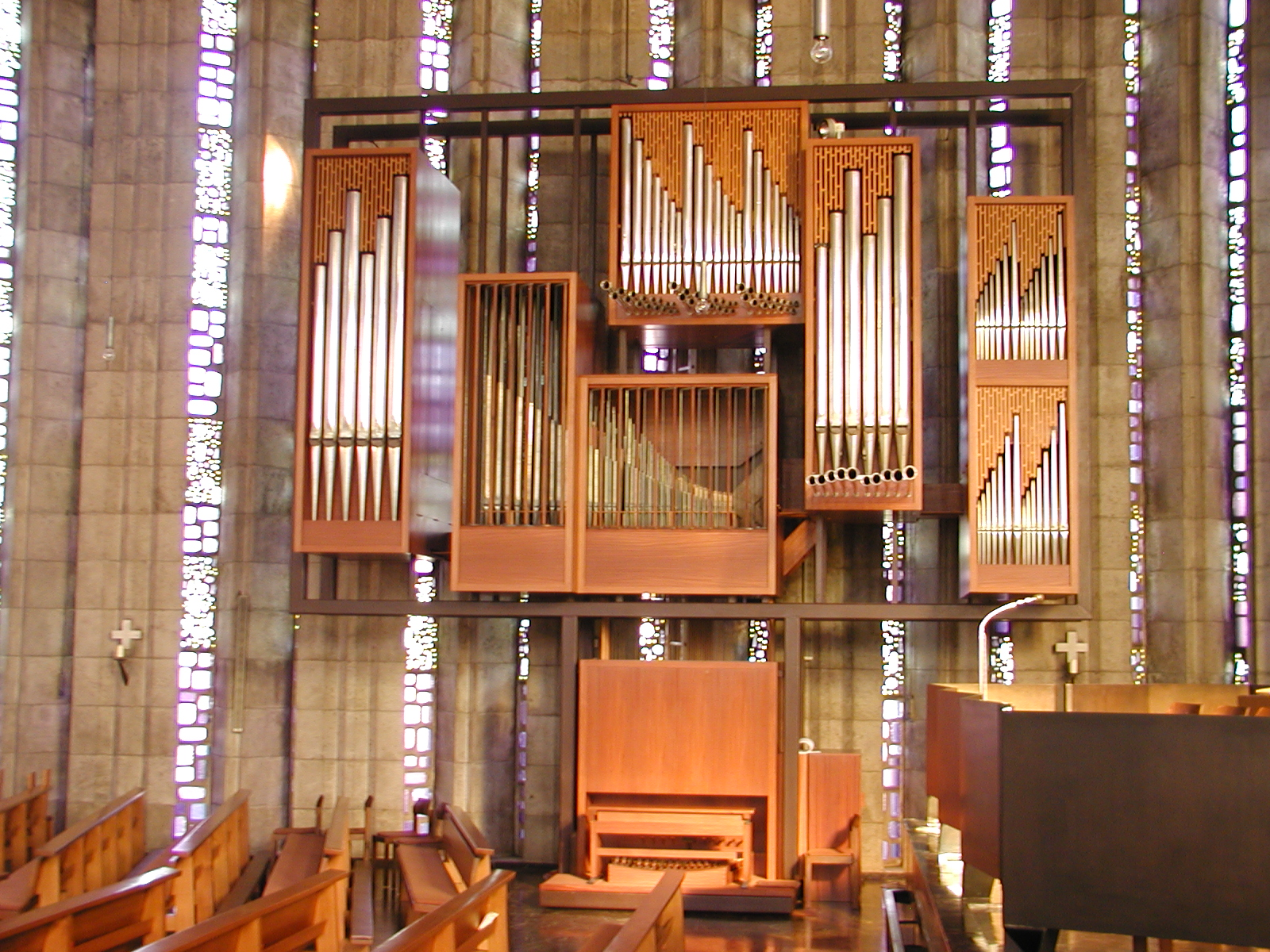
Prospekt der Albiez-Orgel

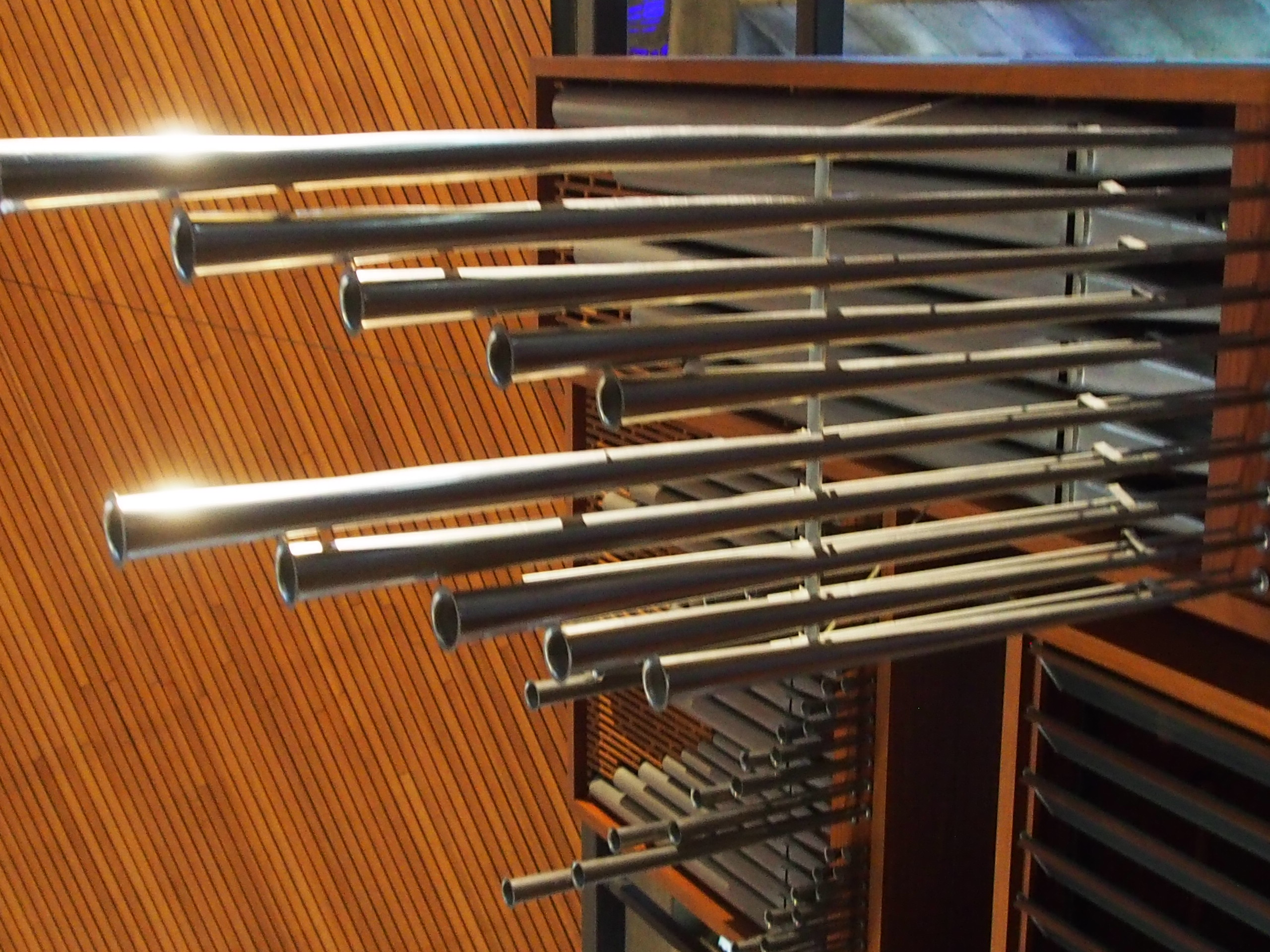
Prospektdetail (Horizontaltrompete)

Die Orgel wurde 1971 von der Orgelbaufirma Albiez (Lindau) als Opus 2 gebaut. Hauptwerk, Schwellwerk, Groß- und Kleinpedal sowie die mechanische Spieltraktur wurden als einzeln sichtbare Elemente offen in einen Stahlrahmen über dem Spieltisch angeordnet. Für die Disposition war Peter Alexander Stadtmüller mitverantwortlich. Das Instrument hat 25 klingende Register auf zwei Manualen und Pedal.
| I Hauptwerk C–g3 |                 |
| Prinzipal        | 8′              |
| Holzspitzflöte   | 8′              |
| Oktave           | 4′              |
| Hohlflöte        | 4′              |
| Sesquialter II   | 2 ⁄3′ + 1 3⁄5′  |
| Prinzipal        | 2′              |
| Mixtur IV–V      | 1 ⁄3′           |
| Trompete         | 8′ (horizontal) |

| II Schwellwerk C–g3 |                |
| Holzgedackt         | 8′             |
| Spitzgambe          | 8′             |
| Prinzipal           | 4′             |
| Rohrflöte           | 4′             |
| Flöte               | 2′             |
| Terzsepta           | 1 3⁄5′ + 8⁄15′ |
| Quinte              | 1 ⁄3′          |
| Scharfcymbel III    | 2⁄3′           |
| Oboe                | 8′             |
| Schalmey            | 4′             |
| Tremulant           |                |

| Pedal C–f1   |                         |
| Subbaß       | 16′                     |
| Oktav        | 8′                      |
| Gedacktbaß   | 8′                      |
| Baßzink      | 5 1⁄3′ + 3 1⁄5′ + 2 ⁄7′ |
| Gemsflöte    | 4′                      |
| Rauschbaß IV | 2 ⁄3′                   |
| Basson       | 16′                     |

- Koppeln: II/I, I/P, II/P
- Spielhilfen: 4 mech. Setzerkombinationen, Pleno, Zungenabsteller

Unter der Hauptkirche befindet sich noch eine Unterkirche. In ihr befindet sich ein aufwändiger Wandteppich und ein neugotischer Kreuzweg von Martin Schiestl von 1887, der der Liebfrauenhöhe gestiftet wurde. Der Altar der Unterkirche wurde am 20. Januar 1967 durch Bischof Carl Joseph Leiprecht geweiht.